# Institut coréen des sciences et technologies océaniques
L'Institut coréen des sciences et technologies océaniques (Korea Institute of Ocean Science and Technology, ou KIOST) est un institut de recherche sud coréen dont le bâtiment principal est situé à Busan, et possédant des laboratoires présents en Corée du Sud et dans le monde. Fondé en 1973 sous le nom d'institut coréen de développement et de recherche océanique, il est spécialisé dans le développement de biotechnologies marines et en recherche marine en tout genre : écologie, biodiversité marine, climatologie ou géologie. 

## Histoire
En 1973, le gouvernement coréen établit l'institut coréen de développement et de recherche océanique en tant que département de recherche associé à l'institut coréen des sciences et de la technologie et dépendant du ministère des Océans et de la Pêche. En 1988, les travaux du KIOST permettent l'établissement de la première base de recherche sud coréenne en Antarctique, la base antarctique du Roi Sejong, située sur l'île du Roi George,. Durant les années 1990, plusieurs succursales et laboratoires conjoints ont ouvert, comme l'institut de recherche de la mer du Sud, sur l'île Geoje, en 1997, ou le centre de recherche océanique sino-coréen, situé à Qingdao en Chine, ouvert sous la tutelle du KIOST en 1995.
En 2002, le KIOST est de nouveau fortement impliqué dans la mise en place de la première base de recherche arctique sud-coréenne, sur l'île Spitsenberg en Norvège. À la suite de l'essor de la recherche polaire, un nouvel institut de recherche est alors crée, l'institut coréen de recherche polaire (KOrea Polar Research Institute , ou KOPRI), associé au KIOST. Dirigé par Lee Hong-kum, une microbiologiste qui était à la tête du département de recherche polaire du KIOST, le KOPRI entreprend plusieurs missions en coopération avec le KIOST, comme la mise en place de la deuxième base antarctique coréenne, la base Jang Bogo, ainsi que la création du premier brise glace sud coréen, le RV Araon.
En 2012, dans une volonté du gouvernement sud-coréen de revitaliser et de donner un nouveau souffle au domaine de la recherche et du développement maritime, l'institut coréen de développement et de recherche océanique est renommé institut coréen des sciences et technologies océaniques. Plusieurs instituts de recherches sont rajoutés à la tutelle du KIOST, comme le déjà existant KOPRI, mais également l'institut de politique maritime coréen, l'institut de commercialisation des technologies marines et l'institut d'ingénierie végétale marine. Cette expansion s'accompagne également de subventions accordées aux différents départements de recherche. 
Plusieurs autres instituts de recherches associés sont créés depuis, comme l'institut coréen des bateaux et de l'industrie marine (Korea Research Institute of Ships and Ocean engineering, ou KRISO) en 2014.

## Organisation et actions

### Missions et attributions

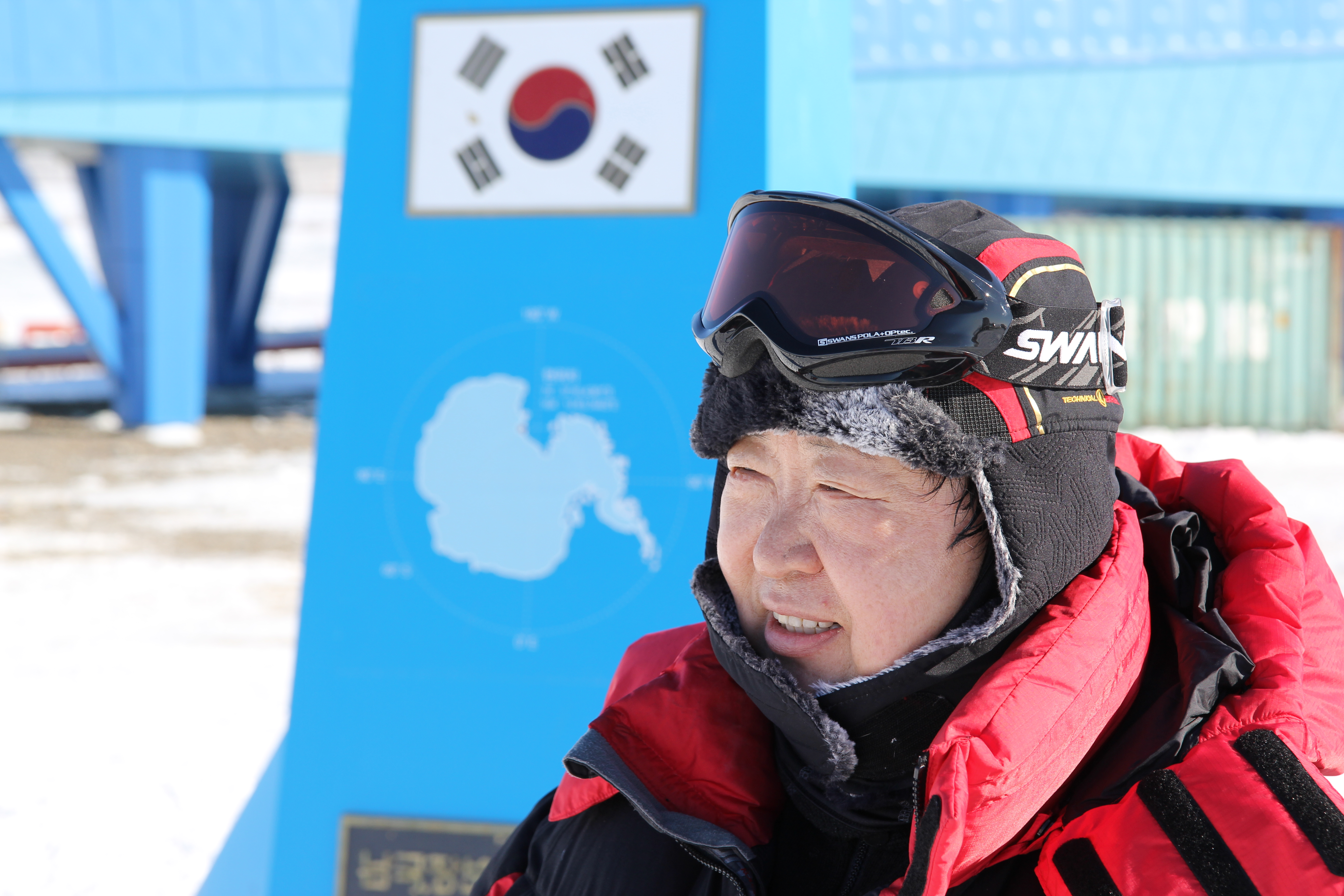
Lee Hong-kum, scientifique du KIOST spécialisé dans les micro-organismes marins, puis directrice du KOPRI, ici devant la station antarctique Jang Bogo en 2015.

Parmi les différentes activités de recherches effectuées par les chercheurs du KIOST, on retrouve l'étude des fonds marins, des ressources marines, de la biodiversité marine, de l'ingénierie marine, ainsi qu'une mission écologique de protection de l'environnement marin. Pour effectuer ces missions, le KIOST a mis au point plusieurs dispositifs, dont un robot en forme de crabe, leur permettant de cartographier les fonds marins à des zones inaccessibles à l'homme, d'étudier certaines épaves de navires, les écosystèmes sous-marins ou les niveaux de pollution. Ces missions d'exploration sous marine permettent la localisation de certaines épaves, comme celle du croiseur de combat russe Dmitri Donskoï, localisée en 2003. Ces études des fonds marins permettent également la découverte de nouveaux gisements de ressources naturelles, extrait en partenariat avec le ministère des Océans et de la Pêche,, dans l'optique de découvrir et d'utiliser des sources d'énergies plus propres.
Le KIOST possède également des missions météorologiques, permettant le suivi et l'anticipation de la trajectoire d'un typhon,.
L'étude des micro-organismes des fonds marins, notamment mené par Lee Hong-kum permet également l'identification de plusieurs bactéries et de leur mode de fonctionnement, ce qui a permis d'identifier le rôle de plusieurs molécules bactériennes possédant un rôle antiviral, antioxydant ou fongicides,,. Ces recherches permettent différents débouchés, dans les biotechnologies, dans la génétique, en immunologie et pharmacologie,, ou en écologie. Des extraits de micro-algues, isolés par les chercheurs du KIOST, ont également un effet préventif dans la maladie d'Alzheimer.  
Les recherches menées par les scientifiques du KIOST sont souvent transversales. Ainsi, l'étude du génome des baleines de Minke a des implications en génétique, mais également en compréhension de l'évolution des mammifères marins. De plus, la découverte de gènes spécifiques a également des implications en médecine, comme la découverte d'une gène permettant de réguler la pression sanguine, la concentration en sel dans le sang, ou de s'adapter au manque d'oxygène.  
En 2017, après analyse d'échantillons d'eau, les scientifiques du KIOST déterminent que les essais nucléaires nord coréens effectués au site d'essais nucléaires de Punggye-ri ont conduit à la dispersion de matériaux radioactifs jusqu'au nord du Japon et la pointe russe.   
Les missions du KIOST sont également parfois politiques. Dans le conflit opposant la Corée du Sud au Japon concernant les îles Dokdo, les scientifiques du KIOST analysent des sédiments trouvés sur le fond océanique, afin de les comparer à ceux trouvés dans les eaux coréennes, afin de favoriser une possible appartenance coréenne de cet archipel.    

### Organisation
Le KIOST est organisé en plusieurs départements, chacun avec une spécialité. Plusieurs instituts de recherche dépendent également du KIOST, comme l'institut coréen de recherche polaire. Le KIOST possède des bureaux dans plusieurs provinces coréennes, comme à Daejeon ou à Uljin, mais également dans d'autres pays alliés, avec qui le KIOST possède des accords de recherches et des laboratoires communs, comme la Chine, le Pérou ou les États-Unis. Des partenariats scientifiques entre la Corée du Sud et d'autres pays, comme le Mexique, voient également régulièrement le jour.